# Nantha Kyun
Nantha Kyun är en ö i Myanmar.   Den ligger i regionen Rakhinestaten, i den sydvästra delen av landet, 280 km sydväst om huvudstaden Naypyidaw. Arean är 3,3 kvadratkilometer.
Terrängen på Nantha Kyun är platt. Öns högsta punkt är 118 meter över havet. Den sträcker sig 2,1 kilometer i nord-sydlig riktning, och 2,1 kilometer i öst-västlig riktning.